# Sarah El Khouly
Sara El Khouly (Il Cairo, 15 febbraio 1988) è una modella egiziana, incoronata Miss Egitto 2010, il 7 luglio 2010 a Il Cairo.
Al momento dell'incoronazione, la modella era una studentessa presso l'università americana di Sharjah. È in parte di origini croate, ed è cresciuta a Dubai. Sin dall'infanzia ha lavorato come modella negli Emirati Arabi.
Il 20 ottobre 2010 rappresenta la propria nazione in occasione del concorso di bellezza Miss Mondo 2010, che si tiene a Sanya, in Cina. La delegata egiziana tuttavia non riesce a classificarsi nella rosa delle venticinque finaliste, dalle quali alla fine esce la vincitrice, la statunitense Alexandria Mills.
Nel 2011 è stata insignita anche del titolo di Miss Universo Egitto, ed ha ottenuto la possibilità di rappresentare l'Egitto al concorso internazionale Miss Universo 2011, il 12 settembre 2011 a São Paulo, Brasile.